# Betsa Pulad
Betsa Pulad fou un pretendent al tron de l'Horda d'Or, amb suport de Vitautes el Gran de Lituània, el 1412-1413.
Vitautes, enemistat amb el nou kan Kerimberdi, va nomenar kan en oposició a Betsa Pulad, de parentiu incert, que fou investit de manera solemne a Vilna, rebent una esplèndida capa de tela daurada i una pell magnífica coberta amb drap escarlata. Però quan va entrar en territori de l'Horda no va tardar a ser derrotat i capturat per Kerimberdi que el va fer decapitar (1413).